# Isoelektrisk punkt
En molekyls isoelektriska punkt (Ip) är det pH-värde där dess nettoladdning är noll (lika många minus- som plusladdningar). Termen används för ämnen som är amfotära elektrolyter, det vill säga ämnen med både positivt och negativt laddade grupper i molekylen. Ett protein innehåller vanligen ett stort antal syra- och basgrupper som deltar i syrabasjämvikter, vilket har som följd att proteiner kan bli positivt eller negativt laddade. Ett pH under Ip ger i genomsnitt positiv laddning på proteinet, ett pH över Ip i genomsnitt negativ laddning.
Med hjälp av den isoelektriska punkten kan man bland annat separera proteiner med en metod som kallas för isoelektrisk fokusering. Det är en viktig elektroferisk separationsmetod som bygger på att många biomolekyler, exempelvis proteiner, är amfolyter. Amfolyterna låts vandra i ett medium med ett elektriskt fält. Vid pH-värden under den isoelektriska punkten blir amfolyterna positivt laddade och vandrar mot katoden, är pH-värdet istället över den isoelektriska punkten kommer amfolyterna bli negativt laddade och vandrar mot anoden. På så sätt kommer en amfolyt med en väldefinierad isoelektrisk punkt vandra mot och stanna vid motsvarande pH-värde oavsett var de placeras mellan elektroderna, såvida man skapar en stabil pH-gradient mellan anoden och katoden. Olika proteiner har olika Ip, då de har olika sidokedjor, och hamnar därför på olika platser i mediet.

## Beräkning av isoelektrisk punkt
Om vi har en amfolyt med två olika funktioner, varav en fungerar som bas och en som syra, ligger den isoelektriska punkten mitt emellan de  pKa-värden som respektive funktion har. Detta kan uttryckas på följande vis:
{\displaystyle \mathrm {I} p={\frac {\mathrm {p} K_{a1}+\mathrm {p} K_{a2}}{2}}}
Oavsett hur många sidokedjor som aminosyran har, beräknas alltid Ip med hjälp av två pKa-värden. Man måste därmed vara väldigt noga med vilka två värden man väljer. Ifall amfolyten har två basiska och en sur sidokedja kommer molekylens laddning vara +1 vid neutralt pH. Den isoelektriska punkten kommer ligga mellan pKa för de två baserna, då den ena basen kommer protoneras och ta ut den deprotonerade syrans laddning. Om pKa1 beskriver syran och pKa2 och pKa3 baserna kan Ip beskrivas så här:
{\displaystyle pK_{a1}<pH7<pK_{a2}<Ip<pK_{a3}}
Den isoelektriska punkten kan därmed beräknas på följande vis:
{\displaystyle \mathrm {I} p={\frac {\mathrm {p} K_{a2}+\mathrm {p} K_{a3}}{2}}}
För längre och mer komplicerade proteiner är det svårare att teoretiskt bestämma Ip.

### Algoritmiska Metoder
Det finns åtminstone 18 olika vetenskapliga metoder tillgängliga för att försöka förutsäga ett ämnes isoelektriska punkt, som kan delas in i tre olika kategorier. Metoderna i den första kategorin grundar sig i buffertformeln och använder  nio olika pKa-värden, som har bestämts empiriskt i separata experiment, för att komma fram till ett ungefärligt värde på Ip. Det finns även metoder som använder fler eller färre pKa-värden, samt metoder som använder sig av IPC_protein och IPC_peptid modeller. Metoderna kan användas för att underlätta vid analys av proteiner. Den isoelektriska punkt som metoderna förutsäger för ett protein kommer högst troligen att skilja sig något från det faktiska värdet på Ip, som endast kan bestämmas säkert på experimentell väg, men att få ut ett ungefärligt värde kan underlätta nämnvärt om man ska försöka bestämma proteinets Ip experimentellt.